# Pterygophorosoma alticolum
Pterygophorosoma alticolum är en mångfotingart som beskrevs av Karl Wilhelm Verhoeff 1894. Pterygophorosoma alticolum ingår i släktet Pterygophorosoma och familjen knöldubbelfotingar. Inga underarter finns listade i Catalogue of Life.